# Burgstall Vormhaus
Der Burgstall Vormhaus, auch Vor dem Haus genannt, bezeichnet eine abgegangene mittelalterliche Höhenburg nahe von Bachhäusl, einem Gemeindeteil des niederbayerischen Marktes Untergriesbach im Landkreis Passau. Die Anlage wird als Bodendenkmal unter der Aktennummer D-2-7447-0002 mit der Beschreibung „Burgstall des hohen und späten Mittelalters (‚Vormhaus‘) sowie Siedlung des Spätneolithikums (Chamer Gruppe)“ geführt.

## Beschreibung
Der Burgstall liegt in einem Waldgebiet nördlich des Griesenbachs, etwa 400 m westlich von Bachhäusl und 800 m südlich der Pfarrkirche St. Michael von Untergriesbach. Der in etwa viereckige Burgstall macht in Ost-West-Richtung 160 m und in Nord-Süd-Richtung 240 m aus. Nach Süden fällt er 40 m ab, in Ost-West-Richtung ist er 20 m gewölbt. Das Burgplateau hat einen Durchmesser von 30 m. Es wird nach Norden durch einen schwachen Schildwall abgeschlossen. Der Innenbereich ist zerwühlt, im südlichen und nördlichen Randbereich befinden sich geradlinige Gräben von offenbar herausgebrochenen Mauerzügen. Gegen das ansteigende Hinterland im Norden schützt ein tief gestaffeltes Wall-Graben-System die Anlage mit einem 10 m tiefen Halsgraben. Beiderseits des auf dem Spornrücken nach Norden führenden Weges befinden sich breite Wallriegel mit Gräben. Auf der Westseite sind weitere drei Gräben, die bis in das 40 m tiefer liegende Tal hinabführen. Auf der Ostseite sind es drei Wallriegel, die durch Gräben voneinander getrennt sind. Von dem Burgplatz sind Metallfunde sowie Menschenknochen bekannt, die aber verschollen sind.